# Pouzolzia guineensis
Pouzolzia guineensis là loài thực vật có hoa trong họ Tầm ma. Loài này được Benth. miêu tả khoa học đầu tiên năm 1849.